# Třída Holland (1901)
Třída Holland byla třída ponorek britského královského námořnictva. Celkem bylo postaveno pět jednotek této třídy. Ponorky amerického typu Holland byly postaveny v licenci. Do služby byly zařazeny v letech 1902–1903. Britské námořnictvo díky nim získalo první zkušenosti se stavbou a provozem ponorek, přičemž následující třída A již byla navržena britskými loděnicemi. Žádná z ponorek nebyla během služby ztracena. V letech 1912–1913 byly prodány do šrotu.

## Stavba
Americká společnost Electric Boat Company v létě 1900 nabídla britskému námořnictvu ponorky typu Holland. V listopadu 1900 byla uzavřena dohoda na licenční stavbu pěti ponorek v britské loděnici Vickers v Barrow-in-Furness. Celkem bylo postaveno pět ponorek této třídy. Prototypová ponorka prošla rozsáhlými testy, takže nebyla do služby přijata jako první v pořadí. Všechny čluny byly do služby přijaty v letech 1902–1903.
Jednotky třídy Holland:
| Jméno | Založení kýlu | Spuštěna        | Vstup do služby | Poznámky |
| ----- | ------------- | --------------- | --------------- | --- |
| No 1  | 1901          | 2. října 1901   | únor 1903       | Prodána do šrotu 1913. Potopila se během vlečení k sešrotování. Objevena v dubnu 1981. Vyzvednuta a vystavena v Royal Navy Submarine Museum v Gosportu. |
| No 2  | 1901          | 21. února 1902  | srpen 1902      | Prodána do šrotu 1913. |
| No 3  | 1901          | 9. května 1902  | srpen 1902      | Prodána do šrotu 1913. |
| No 4  | 1902          | 23. května 1902 | srpen 1903      | Prodána do šrotu 1912. Potopila se během vlečení k sešrotování. Vyzvednuta a roku 1914 potopena jako cvičný cíl.                                        |
| No 5  | 1902          | 10. června 1902 | leden 1903      | Prodána do šrotu 1912. Potopila se během vlečení k sešrotování.                                                                                         |

## Konstrukce

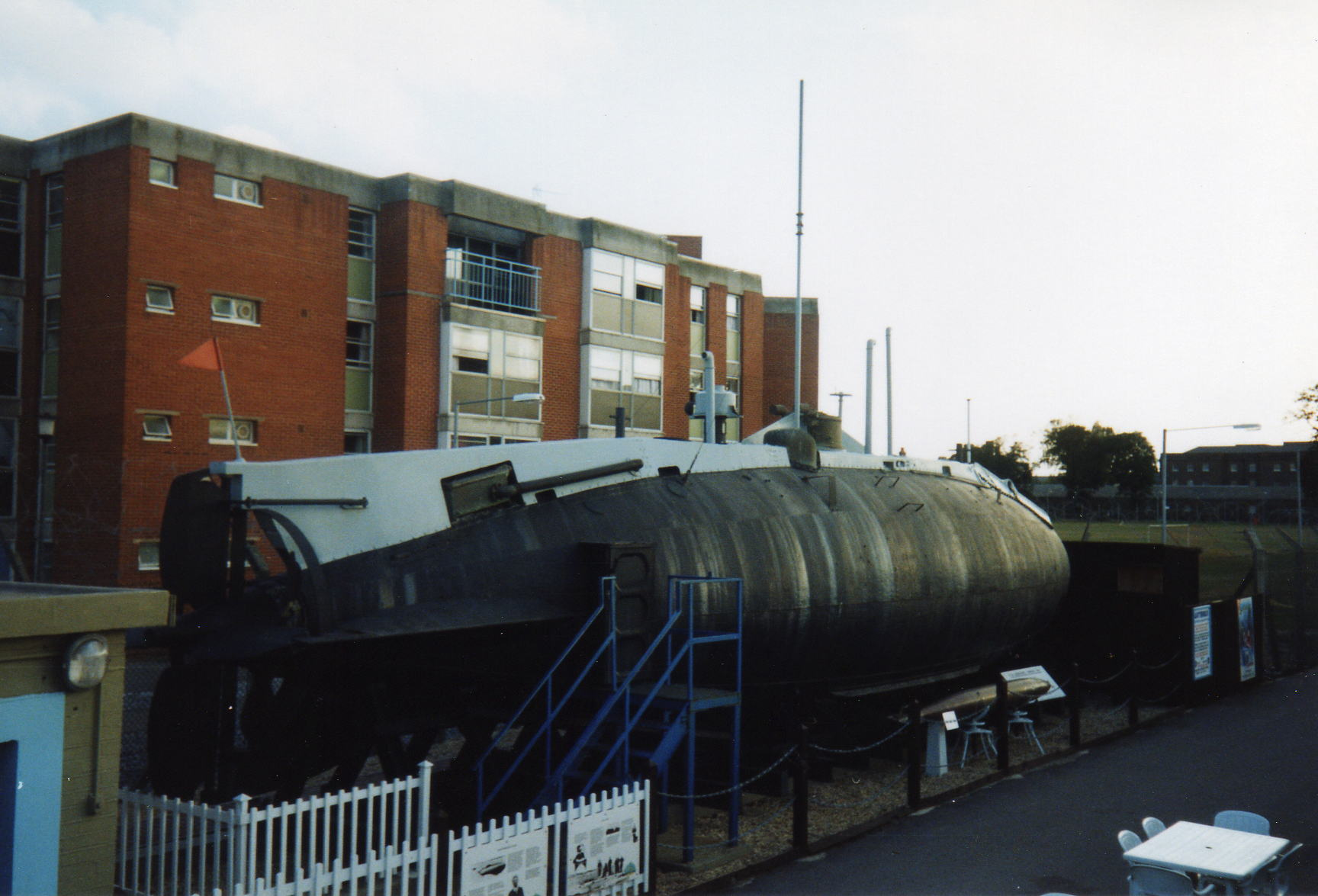
Prototypová ponorky třídy Holland je vystavena v Royal Navy Submarine Museum v Gosportu

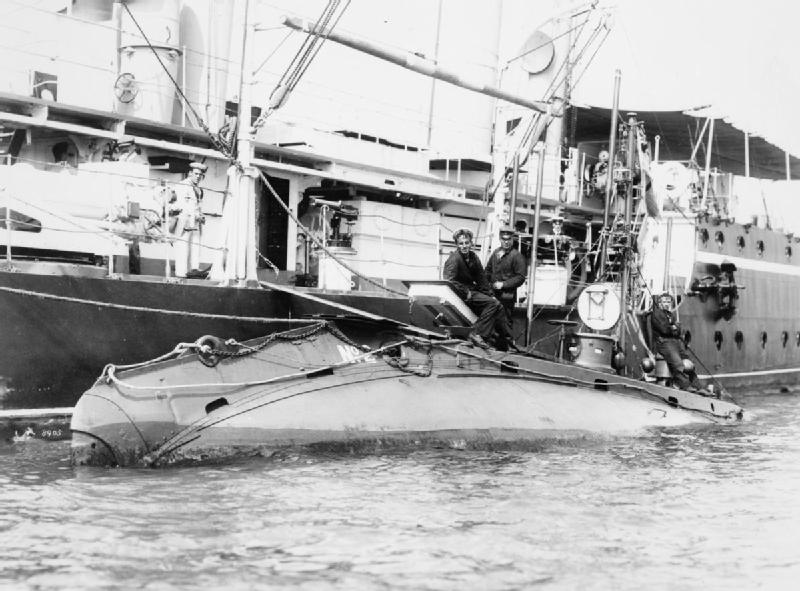
Ponorka třídy Holland

Výzbroj ponorek představoval jeden 356mm torpédomet se zásobou tří torpéd. Pohonný systém tvořil jeden benzínový motor o výkonu 160 hp a jeden elektromotor o výkonu 74 hp, pohánějící jeden lodní šroub. Nejvyšší rychlost dosahovala osm uzlů na hladině a sedm uzlů pod hladinou. Dosah byl 250 námořních mil při rychlosti osm uzlů na hladině a dvacet námořních mil při rychlosti sedm uzlů pod hladinou. Operační hloubka ponoru dosahovala přibližně patnáct metrů.